# Codex Seidelianus I
- Papyrus
- Onciale
- Minuscules
- Lectionnaire

Le Codex Seidelianus I (Gregory-Aland no. Ge ou 011) est un manuscrit de vélin en écriture grecque onciale. Il contenant le texte incomplet des quatre Évangiles.

## Description
Le codex se compose de 252 folios (25,7 x 21,5 cm),. 
Ce manuscrit contient les Évangiles, il y manque aujourd’hui certains textes (Matthieu 1,1-6,6 ; 7,25-8,9 ; 8,23-9,2 ; 28,18-Marc 1,13 ; Marc 14,19-25 ; Luc 1,1-13 ; 5,4-7,3 ; 8,46-9,5 ; 12,27-41 ; 24,41-fin ; Jean 18,5-19 ; 19,4-27).
Les paléographes sont unanimes pour dater ce manuscrit du IXe siècle.
Ce codex est un représentant du texte byzantin. Kurt Aland le classe en Catégorie V.
Le manuscrit a été examiné par Johann Christoph Wolf et Johann Jakob Wettstein.
Il est conservé à la British Library (Harley 5684), à Londres, et Trinity College (B. XVII. 20), à Cambridge.